# NGC 5621
NGC 5621 est constitué de trois étoiles situées dans la constellation du Bouvier. L'astronome germano-britannique William Herschel a enregistré la position de cette étoile le 30 juin 1784.